# Position schizo-paranoïde
La position schizo-paranoïde a été théorisée dès 1946 par Melanie Klein et elle est vue par elle et par les analystes qui suivent ses idées — ou celle-ci en particulier — comme une étape, la plus archaïque, du développement de l'humain. Sur le plan développemental, elle est suivie de la position dépressive vue comme plus mûre et intégrative. Klein avait déjà repéré quelque chose de ce concept en 1932 (position paranoïde) et même en 1928. Elle est marquée par des défenses maniaques, la projection et l'introjection, l'identification projective, le clivage d'objet et un objet vécu sur le double mode de l'idéalisation et de l'envie. Le tout est régi par la dialectique (au sens kleinien qui est différent du sens freudien) des pulsions de vie et de mort. Elle présuppose un moi et un surmoi précoces capable de ressentir de l'angoisse (anéantissement, etc.) ce qui l'oppose aux vues de Freud.

## Concept

### Position
La notion de position apparaît chez Klein dès 1928, elle est à distinguer de celles de phases ou de stade au sens de développement psycho-sexuel tel que Freud l'avait notamment décrit dans ses Trois essais sur la théorie sexuelle. D'après Willy Baranger, ce changement de terme n'est pas fortuit, la position est à entendre comme faisant référence à une « organisation situationnelle qui se met en place en réponse à un type d'angoisse spécifique. »  Cette notion est centrale dans l'œuvre de Klein parce qu'elle se réfère à une situation impliquant la totalité de la vie psychique : « Au cours de l'analyse, on observe que toute amélioration de la position libidinale du patient est due à une diminution de son angoisse et de sa culpabilité, et ceci a pour conséquence de provoquer de nouvelles transactions. »
« Le développement sexuel de l'enfant se réalise au prix de laborieuses oscillations entre diverses positions et s'élabore à partir de nombreuses transactions interdépendantes du Moi avec le surmoi et le ça, qui traduisent les efforts du moi pour dominer l'angoisse. » Elle précise encore : « (…) Le terme de « phase psychotique » n'est vraiment pas satisfaisant. J'utilise maintenant le terme de « position » pour parler des angoisses et des défenses psychotiques typiques du premier développement de l'enfant. Ce terme plutôt que celui de « mécanisme » ou de « phase », me paraît mieux rendre compte des différences qui existent entre les angoisses psychotiques du développement de l'enfant et les psychoses de l'adulte : je pense par exemple, à cette mutation si caractéristique de l'enfant, par laquelle une attitude de persécution ou un sentiment de dépression se transforment rapidement en une attitude normale. » Par la suite, Melanie Klein a multiplié et généralisé les « positions » parlant de positions « paranoïdes », « maniaques » et même de position obsessionnelle avant d'en arriver à la claire distinction entre position schizo-paranoïde et position dépressive comme actuellement connue. « Il y a deux ensembles de peurs, de sentiments et de défenses qui, malgré leur diversité interne et l'intimité du lien qui les unit, à mon sens, peuvent être isolés l'un de l'autre pour plus de clarté théorique. Le premier ensemble de sentiments et de fantasmes est celui des persécutions ; il est caractérisé par la peur que le moi ne soit détruit par les persécuteurs internes. Les défenses contre cette peur consistent essentiellement dans la destruction des persécuteurs par des méthodes violentes ou bien sournoises et déloyales. Le second ensemble de sentiments qui va constituer la position dépressive, je l'ai décrit précédemment sans lui donner de nom. Aujourd'hui, je propose d'employer, pour nommer ces sentiments de tristesse et d'inquiétude à l'égard des objets aimés, cette peur de les perdre et cette attente anxieuse de les retrouver, un mot simple qui vient du langage commun : la nostalgie (« pining ») de l'objet aimé. Bref : la persécution (par les « mauvais » objets) et les défenses caractéristiques qui s'y opposent d'un côté et la "nostalgie" de l'objet aimé (du "bon" objet) de l'autre, constituent la position dépressive. »
Les deux positions se manifestent rarement sous une forme pure. Selon Baranger il faut se les représenter comme des « pôles idéaux qui permettent d'organiser les expériences et d'orienter les interprétations, même si, la plupart du temps, ils se présentent cliniquement sous une forme combinée. » « Je choisis le terme de « position » pour désigner les phases paranoïdes et dépressive parce que ces groupements d'angoisses de défense, bien qu'ils se produisent pour la première fois au cours des tout premiers stades, ne se limitent pas à ceux-ci, mais reviennent et se reproduisent durant les premières années de l'enfance et, dans certaines circonstances, au cours de la vie ultérieure. »

### Position dépressive
Melanie Klein développant la psychanalyse des enfants aborde des problématiques très précoces. Analyser la pensée de l'enfant l'amène à théoriser le début des activités mentales notamment par l'établissement d'un surmoi « archaïque ». En 1934, elle présente d'abord le concept de position dépressive. C'est en 1946 qu'elle développe les théories sur les processus « schizoïdes » précoces en particulier l'identification projective. Elle développe le concept de « position paranoïde », qu'elle nomme de prime abord « stade persécutif », puis « état paranoïde rudimentaire », le terme de paranoïde se rapprochant des mécanismes psychotiques de la paranoïa et de la schizophrénie. « Le présent chapitre traite de l'importance des mécanismes paranoïdes et schizoïdes précoces. Ce thème m'a beaucoup préoccupée pendant des années même avant que j'en vienne à mettre mes idées au clair concernant les processus défensifs de la première enfance. Tandis que j'élaborais ma conception de la position dépressive infantile, les problèmes de la phase précédente se sont à nouveau imposés à mon attention. Je voudrais maintenant formuler quelques hypothèses auxquelles je suis parvenue à propos des angoisses liées aux mécanismes antérieurs. » Ronald Fairbairn avait, de son côté, relevé en 1941 des « traits schizoïdes » présents chez des patients non schizophrènes, par exemple dans l'hystérie. M. Klein s'y réfère explicitement même si leurs théories divergent finalement.
Dans une première théorisation, l'état « paranoïde rudimentaire » est lié au stade anal précoce décrit par Karl Abraham avant d'être plutôt rattaché au stade oral, et aux premières relations du nourrisson à l'objet. « C'est lorsque l'objet - mère se différencie et s'unifie comme personne complète et totale (à la fois aimé et haï) qu'apparaissent de nouveaux contenus angoissants et des « changements dans les mécanismes de défense » et qu'apparaît l'angoisse de perte d'objet doublée du sentiment de culpabilité de l'avoir détruit sur un plan fantasmatique. » La perte d'objet sera plus tard vue par Mélanie Klein comme la conséquence de l'agressivité et de la culpabilité. En cela, la théorisation kleinienne diverge des théories comme celles de René Spitz qui, lui, avait mis en évidence la perte d'objet réelle et subie par séparations précoces.

## Position infantile
Le nourrisson dont parle Klein n'a pas encore édifié un Moi tel que celui de l'adulte. Le Moi est déjà capable de mettre en œuvre des défenses mais s'avère très peu intégré : ce sera l'éventuel aboutissement de la position schizo-paranoïde. Mais certaines descriptions des structurations psychiques de cette période décrivent bien un effort dans ce sens : certaines modalités relationnelles, certains mécanismes de défense montrent les premiers pas dans l'acquisition de fonctions qui seront plus tard l'apanage du Moi.

### Relation d'objet
Les théories de Melanie Klein présupposent que la notion d'objet interne soit sous tendue dans tous ses développements. L'objet interne ou plutôt les objets internes (elle parlera même d'assemblée des citoyens du monde interne) est la référence pour la majeure partie de ses énoncés théoriques. Klein utilise toujours l'expression relation d'objet pour traiter de l'objet pulsionnel. Selon Melanie Klein l'expérience sensorielle, la perception de l'objet en particulier, se double toujours d'une activité fantasmatique qui la représente psychiquement. Cette théorie diffère en cela de celles de Freud et de psychanalystes postérieurs comme Pierre Marty, pour qui le fantasme n'est pas un donné de base mais s'acquiert ou pas (la pensée opératoire dans les maladies psychosomatiques). Pour M. Klein et les kleiniens, il y a toujours un monde fantasmatique composé d'objets internes - résultant des expériences vécues - et sous le sceau de l'une ou l'autre des positions qui régissent l'assemblée des objets internes comme le régirait un régime politique.

### Défenses psychiques
Ces modalités relationnelles, amènent l'enfant à se défendre du mauvais.
- Le clivage de l'objet est à voir en même temps comme une défense pathologique, radicalité des différences entre « bon » et « mauvais » mais aussi comme un mécanisme maturant dans la mesure où il inaugure toutes les formes de discrimination qui lui succéderont.
- La projection ressemble à celle que Freud a théorisé : le mauvais est mis à l'extérieur pour être aussi mieux maîtrisé. Là aussi pour les kleiniens, la différence entre pathologique et normalité (ils n'utilisent par ailleurs guère ces termes) se situe dans le quantitatif. Une absence de « capacité » projective est aussi dommageable qu'un excès de ce mécanisme. L'identification projective est une forme plus élaborée de la projection.
- Le déni est un mécanisme archaïque qui est plus radical que le refoulement; c'est ainsi un ou des pan/s entier/s de la réalité qui sont déniés pour protéger le moi de l'angoisse de néantisation.
- L'introjection est la capacité précoce à intégrer certains éléments perçus à l'extérieur ; et ce malgré l'absence de Moi, ce qui différencie cette défense de l'identification, plus élaborée. Le bon sera introjecté par l'enfant pour se rassurer et se protéger de sa propre violence. Le mauvais est également introjecté, ce qui renforce alors les mécanismes précédemment décrits. (L'introjection sera évoquée dans la seconde position décrite par Melanie Klein, à savoir la position dépressive, comme un mécanisme de défense pour éviter la perte du bon objet lorsque l'enfant réalise qu'il ne fait qu'un avec le mauvais, et donc lutter contre la culpabilité résultant de son hypothétique agression.)
- L'idéalisation est l'investissement d'un sujet pour en faire un objet total, totalement bon, ou totalement mauvais (qui correspond à l'idée que l'on en veut). C'est une réaction possible au besoin de lutter contre le mauvais objet sans perdre le bon.

## Fixations
Les psychanalystes kleiniens travailleront beaucoup la question des fixations à la position schizo-paranoïde avec utilisation massive du mécanisme d'identification projective qui sont prépondérantes dans la psychose. Ils les travaillent en théorie et dans la clinique de la cure psychanalytique qui s'attachera à faire remonter ces angoisses schizo-paranoïdes qui sous-tendent tous les mécanismes psychopathologiques. Wilfred Bion parlera lui d'une partie psychotique de la personnalité présente chez tout le monde avec son pendant de la partie névrotique de la personnalité.